# 施皮爾約赫山
47°27′22″N 11°46′19″E / 47.45611°N 11.77194°E

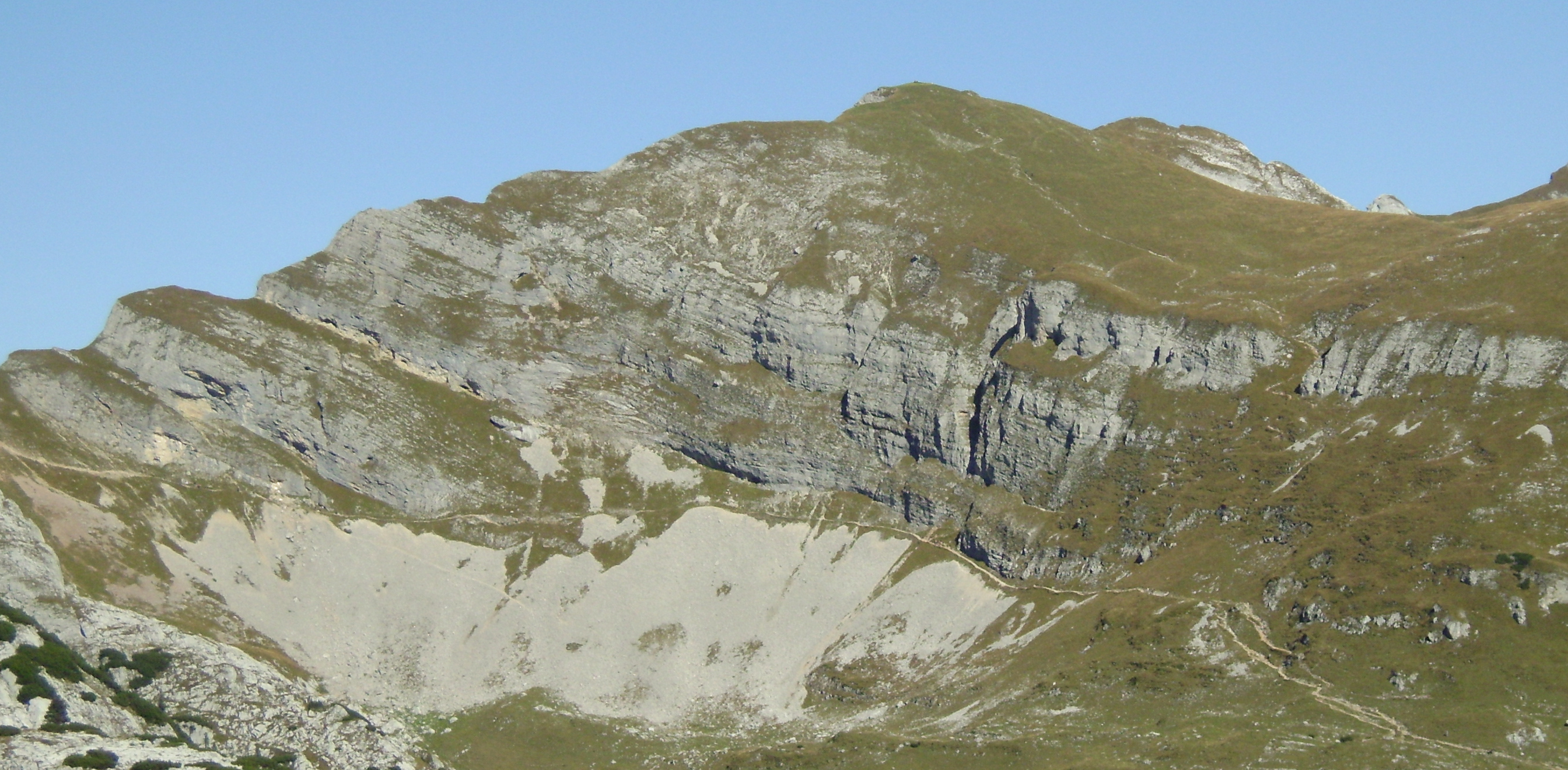

施皮爾約赫山（德語：Spieljoch），是奧地利的山峰，位於該國西部，由蒂羅爾州負責管轄，屬於布兰登贝格山的一部分，距離塞卡爾峰0.4公里，海拔高度2,236米。